# Wasserkraftwerk La Oroya
Das Wasserkraftwerk La Oroya (span. Central Hidroeléctrica La Oroya) befindet sich am nördlichen Stadtrand von La Oroya in West-Peru. Das Kraftwerk liegt im Distrikt Santa Rosa de Sacco der Provinz Yauli in der Verwaltungsregion Junín. 2007 übernahm SN Power Perú die Anlage. Seit 2014 ist Statkraft Betreiber der Anlage.
Das Wasserkraftwerk La Oroya wurde 1914 fertiggestellt und ist seither in Betrieb. Es befindet sich am rechten Flussufer des Río Mantaro knapp 550 m oberhalb der Mündung des Río Yauli. An einem Wehr  am Río Yauli bei Flusskilometer 17 nahe San Miguel wird ein Großteil des Flusswassers links abgeleitet. Anschließend fließt das Wasser entlang dem linken Talhang durch ein etwa 17 km langes Kanal-Tunnel-System. Schließlich fällt das Wasser durch eine 1,28 km lange Druckleitung zum 3694 m hoch gelegenen Kraftwerkshaus hinab. Die Netto-Fallhöhe beträgt 221 m, die Ausbauwassermenge liegt bei 6 m³/s. Das Wasser wird unterhalb des Kraftwerks in den Río Mantaro geleitet.
Die drei Kraftwerkseinheiten verfügen über jeweils zwei horizontal ausgerichtete Pelton-Turbinen. Die installierte Gesamtleistung beträgt 9 MW. Das jährliche Regelarbeitsvermögen liegt bei 63,6 GWh. Direkt neben dem Kraftwerkshaus befindet sich ein Umspannwerk.